# Менделєєв Іван Павлович
Менделєєв Іван Павлович (при народженні Соколов, рос. Менделеев, Иван Павлович; 18 лютого 1783 — 13 жовтня 1847) — російський педагог, директор Тобольської гімназії та училищ Тобольського округу, надвірний радник, в будинку якого в Тобольську в 1840-і роки збиралися засланці декабристи. Батько знаменитого російського вченого Д. І. Менделєєва.

## Біографія
Менделєєв Іван Павлович народився в 18 лютого 1783 року в селі Тихомандриці, Вишневолоцького повіту, Тверської губернії в сім'ї священика Павла Максимовича Соколова.
У 1795-1803 рр. навчався в Тверській духовній семінарії під прізвищем Менделєєв. У семінарії навчався «латинської та німецької мов, арифметики, географії, всесвітньої історії, поезії, риторики, філософії та початкових основ медицини».
Закінчивши семінарію, І. П. Менделєєв в 1804 році вступив до Педагогічного інституту в Петербурзі, на філологічному відділенні якого навчався «благочинню, науці про законодавство, сільському домоводству, політичної економії, науці про фінанси, філософії та прав: природному, приватному і загальному, цивільному, мінералогії, загальної граматики, російської та латинської словесності при неабиякому поведінці з вельми хорошими успіхами, на що є і атестат».
У 1807 році Менделєєва призначили старшим учителем в Тобольське головне народне училище, яке в 1810 році було перетворено в гімназію. Викладав не тільки російську словесність, філософію, логіку, початки політичної економії, німецьку мову, а й Закон Божий.
У 1809 році одружився з Марією Дмитрівною Корнільєвою.
За старанність і успіхи в 1818 році титулярний радник І. П. Менделєєв був переведений директором училищ Тамбовської губернії і Тамбовської гімназії; викладав у ній латинську мову.
У 1820 році обраний член кореспондентом в Санкт-Петербурзьке вільне товариство любителів російської словесності.
Отримавши чергове підвищення по службі, в 1823 році був призначений директором Саратовської гімназії.
У 1825 році І. П. Менделєєв, за короткий час багато зробив для гімназії, потрапив у немилість до попечителя Казанського навчального округу М. Л. Магницькому і, незважаючи на те, що сучасники характеризували «його як людину та активного діяльного, борця за долі своїх вихованців, надзвичайно чесного і релігійного», під надуманими, але не підтвердженими приводами був відсторонений від посади в Саратові і повернувся до Тобольська.
З 1828 року І. П. Менделєєв директор Тобольської класичної гімназії. Його розум, освіченість і культура виділяли його з оточення. У будинку Менделєєвих часто проводили вечори колеги, в тому числі, його колишній учень-учитель і інспектор гімназії П. П. Єршов і жили на поселенні засланці декабристи.
У 1834 році в родині народилася молодша і остання дитина майбутній знаменитий вчений Дмитро, про що в метричній книзі духовної консисторії по Тобольської Богоявленської церкви зроблено запис: «27 січня Тобольської гімназії директора — надвірного радника Івана Павловича Менделєєва від законної його дружини Марії Дмитрівни народився син Дмитро».
В цей же рік Іван Павлович осліп і змушений був залишити службу. Незважаючи на вдалу операцію, проведену в Москві відомим офтальмологом П. Ф. Броссе і повернувши І. П. Менделєєву зір, повернутися до колишньої діяльності він не зміг і вийшов на пенсію.
Через обмежених грошових обставин сім'я переїхала в село Аремзянське, так як М. Д. Менделєєва за дорученням брата Василя Дмитровича взялася за управління належала родині Корнільєвих з 1751 року місцевої скляної фабрикою. Повернутися в Тобольськ довелося в 1841 році, до моменту надходження Дмитра в Тобольську гімназію.
У 1844 році в селі Аремзянське була відкрита дерев'яна Церква Миколи Чудотворця, гроші на будівництво якої виділяли Менделєєви (втрачена в 80-х рр. XX ст.).
Помер І. П. Менделєєв від туберкульозу у Тобольську 13 жовтня 1847 року.